# Tomosvaryella aegyptium
Tomosvaryella aegyptium är en tvåvingeart som beskrevs av Kuznetzov 1994. Tomosvaryella aegyptium ingår i släktet Tomosvaryella och familjen ögonflugor.
Artens utbredningsområde är Egypten. Inga underarter finns listade i Catalogue of Life.